# 해머스미스교

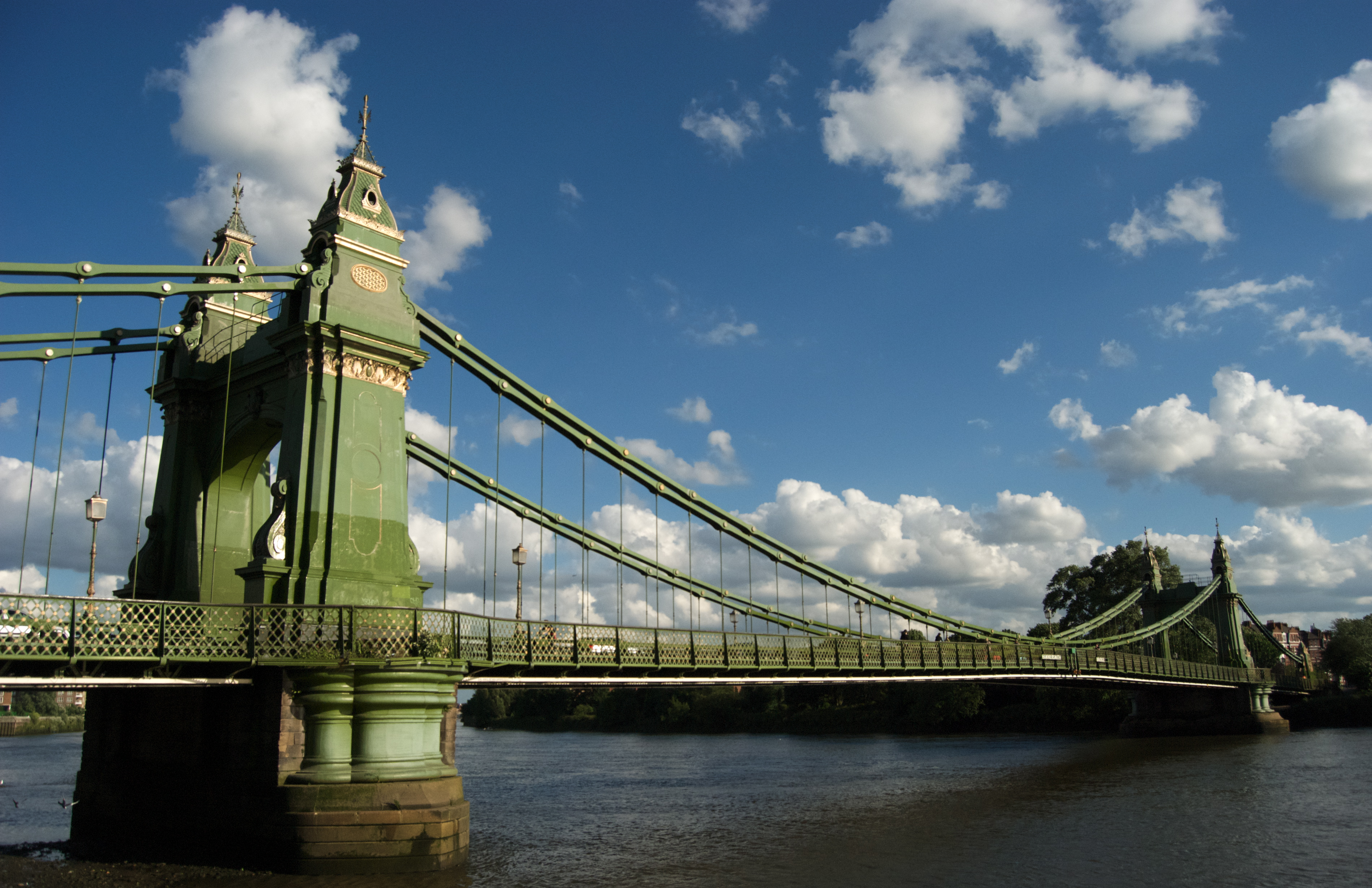
해머스미스교

해머스미스교(영어: Hammersmith Bridge)는 잉글랜드 런던 서부의 템스강을 가로 지르는 현수교다. 이 다리는 강의 북쪽에 있는 해머스미스 풀럼구 해머스미스 남부와 강의 남쪽에 있는 리치먼드어폰템스구 반스를 연결한다. 템스강 위의 최초의 현수교이며, 윌리엄 티어니 클라크가 설계했다.